# 王福宏
王福宏（1955年—），山东黄县人，汉族，中华人民共和国政治人物、第十一届全国人民代表大会安徽地区代表。
毕业于安徽大学经济管理专业，是中共党员。2011年9月担任黄山市委书记。2008年起担任全国人大代表。